# بي بي خاتون (مارغون)
بي بي خاتون (بالفارسية: بی‌بی خاتون) هي قرية تقع في إيران في قسم مارغون الريفي. يقدر عدد سكانها بـ 320 نسمة .